# ツイスターズ
『ツイスターズ』（原題：Twisters）は、2024年公開のパニック映画。竜巻の恐怖を描いた1996年の映画『ツイスター』の続編と報じられた。前作の観測装置ドロシーが登場する場面などがあるが、ストーリー上のつながりはない。

## あらすじ
ケイト・カーターは、オクラホマ州で嵐を追うハビ、アディ、プラビーン、そしてボーイフレンドのジェブとともにストームチェイサーとして働く。チームは竜巻の強さを弱め、さらなる研究のための資金を確保することを目指しポリアクリル酸ナトリウムのビーズを大量に竜巻に打ち込むが、竜巻がEF5にまで激化し一同は退散するがアディ、プラビーン、ジェブは死亡し、ケイトとハビは生き残る。
5年後。ケイトは、竜巻との忌まわしい出来事に悩まされながら、革新的な追跡システムをテストするため、友人のハビに誘われて再び故郷へ戻る。やがて彼女は、竜巻を追いかける姿を投稿することでSNSで大活躍中の人気者でクールだがタフな男タイラー・オーウェンズと出会う。竜巻が猛威をふるう中、ケイトとタイラー、そして対抗するチームは、オクラホマ中央部に複数の竜巻が接近するなか、命がけの戦いに身を投じることになる。

## 登場人物 / キャスト
※括弧内は日本語吹替。
ケイト・カーター
演 - デイジー・エドガー＝ジョーンズ（小芝風花）
気象学者でストームチェイサー。
タイラー・オーウェンズ
演 - グレン・パウエル（津田健次郎）
インターネットで有名なストームチェイサー。
ハビ
演 - アンソニー・ラモス（浪川大輔）
ケイトの友人、竜巻リサーチ会社のCEO。
ブーン
演 - ブランドン・ペレア（下野紘）
ビデオグラファーであり、タイラーのチームのメンバー。
キャシー・カーター
演 - モーラ・ティアニー（八十川真由野）
ケイトの母親。
リリー
演 - サッシャ・レイン（瀬戸麻沙美）
タイラーのチームのメンバーでありドローンの操縦士。
ベン
演 - ハリー・ハデン＝ペイトン（青山穣）
ロンドンのジャーナリスト。
スコット
演 - デヴィッド・コレンスウェット（江口拓也）
ハビのビジネスパートナー。
デクスター
演 - トゥンデ・アデビンペ（田中美央）
科学者でありタイラーのクルーの一員。
ダーニ
演 - ケイティ・オブライアン（朴璐美）
タイラーのクルーの一員のメカニック。
ジェブ
演 - ダリル・マコーマック（伊東健人）
ケイトのボーイフレンドであり彼女の竜巻追跡チームのメンバー。
プラビーン
演 - ニック・ドダーニ（仲村宗悟）
ケイトの竜巻追跡チームのメンバー。
アディ
演 - キーナン・シプカ（菊池こころ）
ケイトの竜巻追跡チームのメンバー。
リッグス
演 - デヴィッド・ボーン（及川いぞう）
ハビのチームに資金援助する男。
空港の警察官
演 - ポール・シェアー（村本享太郎）